# San Lorenzo Queréndaro
San Lorenzo Queréndaro es una localidad del estado mexicano de Michoacán. Es parte del municipio de Irimbo.

## Toponimia
El nombre «San Lorenzo» hace referencia al santo patrono de la localidad: Lorenzo de Roma. El nombre «Queréndaro» proviene de los términos en purépecha: querenda, peñasco; ro, lugar. Su significado es «Lugar del peñasco» o «Lugar de paredones».

## Demografía
| Gráfica de evolución demográfica |
|                                  |

| Censo | Población |
| ----- | --------- |
| 1900  | 396       |
| 1910  | 413       |
| 1921  | 390       |
| 1930  | 456       |
| 1940  | 514       |
| 1950  | 589       |
| 1960  | 742       |
| 1970  | 711       |
| 1980  | 875       |
| 1990  | 1138      |
| 2000  | 2349      |
| 2010  | 2537      |
| 2020  | 1724      |